# Новочеркасский медицинский колледж
Новочерка́сский медици́нский ко́лледж — колледж в городе Новочеркасск, основан в 1872 году, как Фельдшерская военная школа.
С 2007 года учреждение получило статус колледжа. Ежегодный приём студентов составляет 150 человек. Всего в колледже обучается около 500 студентов.

## Исторические этапы
- 1872—1918 − «Фельдшерская военная школа[2]»
 — имела целью приготовлять медицинских и аптечных фельдшеров для службы по военному ведомству.
- 1918—1926 − «Средне-медицинская школа»
- 1926—1936 − «Фельдшерско-акушерский техникум»
- 1936—1946 − «Школа медицинских сестер»
- 1946—1956 − «Фельдшерско-акушерская школа»
- 1956—2007 − «Новочеркасское медицинское училище»
- 2007—н.в. − «Новочеркасский медицинский колледж»

## Директора колледжа
| Годы        | Ф. И.О.         |
| ----------- | --------------- |
| 1872 — 1888 | Сергеев И. И.   |
| 1888 — 1889 | Володин Г. И.   |
| 1889 — 1914 | Сергеев И. И.   |
| 1914 — 1918 | Ушаков          |
| 1918 — 1923 | Волошенко И. С. |
| 1923 — 1941 | Козорезов А. Г. |
| 1941 — 1944 | Разумов П. В.   |
| 1944 — 1951 | Москалев В. М.  |
| 1951 — 1960 | Шапиро Л. П.    |
| 1960 — 1970 | Броницкая Л. М. |
| 1970 — 1977 | Адамян А. И.    |
| 1977 — 1987 | Буровина Н. А.  |
| 1987 — 1989 | Таранов В. Г.   |
| 1989 — 2020 | Зюзина Л. М.    |
| 2020 — н.в. | Шикуля И. С.    |

## Специальности
Колледж готовит медицинские кадры по трем специальностям.

### Очное отделение
- 060101 Лечебное дело
- 060102 Акушерское дело
- 060501 Сестринское дело[5]

### Заочное отделение
- 060501 Сестринское дело[5]

## Контакты
- Адрес, почтовый: улица Михайловская, дом № 164, город Новочеркасск, Ростовская область, Россия, 346428[6].
- Телефон: +7(8635) 22-81-09, 22-78-15, 22-80-80[7]